# رويالتون (فيرمونت)
رويالتون (بالإنجليزية: Royalton, Vermont)‏ هي بلدة تقع في مقاطعة وندسور (فيرمونت) بولاية فيرمونت في الولايات المتحدة. تأسست عام 1769، تبلغ مساحتها 106 (كم²)، وترتفع عن سطح البحر 150 م، بلغ عدد سكانها 2773 نسمة في عام 2010 حسب إحصاء مكتب تعداد الولايات المتحدة .

## أعلام
- ترومان هنري سافورد
- إلياس سميث
- فريدريك إتش بيلنغز

## وصلات خارجية
- www.royaltonvt.com
- The US50 - Cities and Towns in Vermont State
- Vermont Cities and Towns, Facts, Map, Flag, Colleges, Government, and More